# Florence Vidor
Florence Vidor (nascida Florence Iona Arto; Houston, 23 de julho de 1895 — Pacific Palisades, 3 de novembro de 1977) foi uma atriz norte-americana da era do cinema mudo. Em 1926, casou-se com violinista Jascha Heifetz. Sua carreira terminou com o advento dos filmes sonoros.

## Biografia
Florence nasceu no Texas, em 1895. Era filha de John e Ida Cobb. Seus pais se casaram em 1894, mas se divorciaram três anos depois. Ida permaneceu em Houston e casou-se depois com John P. Arto, que trabalhava no mercado imobiliário e era chefe do departamento de bombeiros da cidade.

## Carreira
Florence commeçou a trabalhar no cinema mudo por influência de seu marido, o diretor King Vidor, com quem ela se casou em 1915. Inicialmente, ela assinou contrato com os Vitagraph Studios, em 1916. Sua fama se deve, principalmente, ao filme de 1921, Hail the Woman. Durante a década de 1920, Florence foi a grande atração e sucesso de bilheteria da Paramount Pictures. Porém, sua carreira acabou com o advento dos filmes falados.
Em 1929, Florence ficou tão frustrada com as dificuldades de se fazer um filme parcialmente mudo, Chinatown Nights, que se aposentou da carreira antes mesmo da produção terminar. O diretor, William A. Wellman, teve que usar uma dublê de voz para complementar algumas de suas cenas.

## Vida pessoal
Florence e King Vidor se divorciaram em 1924. O casal teve uma filha, Suzanne e apesar do fim do casamento, Florence continuou usando o sobrenome do ex-marido. Em 1928, ela se casou com o violonista clássico Jascha Heifetz, na cidade de Nova York. Eles tiveram dois filhos juntos. Eles se divorciariam em 1945.

## Morte
Florence morreu em 3 de novembro de 1977, aos 82 anos, em sua casa em Pacific Palisades, em Los Angeles.

## Filmografia
- 1921 Beau Revel
- 1921 Hail the Woman
- 1922 Dusk to Dawn
- 1922 Conquering the Woman
- 1923 Main Street
- 1925 Are Parents People?
- 1926 The Eagle of the Sea
- 1926 Souls for Sale
- 1928 Doomsday